# Silvio Roberto de Oliveira
Silvio Roberto de Oliveira (* 3. Oktober 1946 in Recife, Pernambuco, Brasilien) ist ein brasilianischer Schriftsteller. Er wird als Vorläufer der Mangue-Kulturbewegung angesehen.
Seine Werke sind meist in seiner Heimat Pernambuco angesiedelt und sind häufig in dortigen Geschichten und Legenden eingebettet. Sie gehören zum literarischen Regionalismo Nordostbrasiliens.
Silvio (auch Sílvio) Roberto de Oliveira schreibt Lyrik, Prosa und Theaterstücke. Er gewann mehrere Literaturpreise, unter anderem den Prêmio Othon Bezerra de Melo der Academia Pernambucana de Letras 1982 für sein Buch Modo nordeste. Außerdem ist er Gewinner des Literaturpreises Prêmio Camilo Castelo Branco und des Gabinete Português de Leitura für das Prosawerk Saveiro do Inferno. Sein Theaterstück Quixotinadas wurde von der Theatergruppe Companhia de Eventos Lionarte in Pernambuco aufgeführt und erhielt hierfür den Prêmio Funarte de Teatro Myriam Muniz.
2005 hielt er eine Lesung in Deutschland an der Universität in Jena.

## Werke
- Modo nordeste. Fundação de Cultura Cidade do Recife, Recife 1984, ISBN  (Lyrik).
- Terrabalada. F. Alves, Rio de Janeiro 1986, ISBN  85-265-0087-2. (Lyrik).
- Quixotinadas. Cruzaventuras sertanholas. Recife 1987. (Theater).
- A viagem dos bichos. Recife 1988. (Theater).
- Saveiro do inferno. Iluminuras, São Paulo, Fundação de Cultura Cidade do Recife, Recife 1993, ISBN 85-85219-73-4. (Roman).
- Meditassonhos. Editora UFPE, Recife 2009, ISBN 978-85-7315-576-1. (Lyrik).

1994 gab er einen Auswahlband zu Hermilo Borba Filho heraus: Hermilo Borba Filho. Coleção Melhores Contos, der 2012 in zweiter Auflage bei Global, São Paulo, ISBN 978-85-260-1619-4, erschien. In das Deutsche ist keines seiner Werke übersetzt.